# Epístolas (Platão)

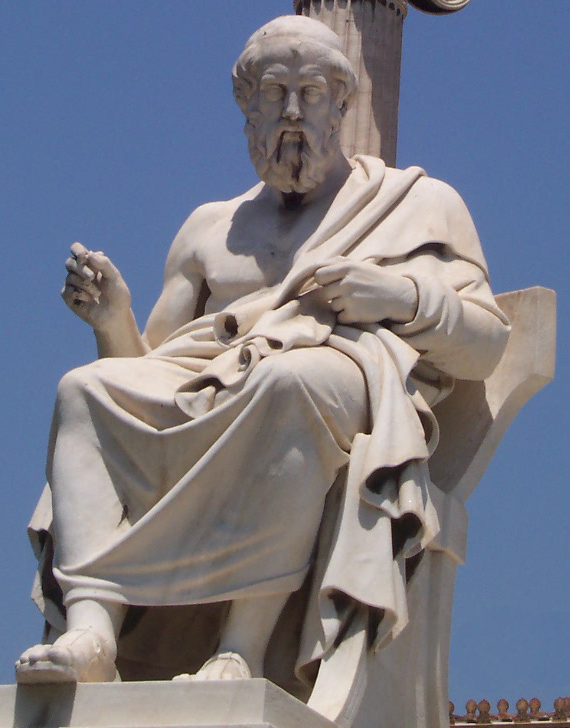
Facilita o entendimento

Epístolas (grego: Ἐπιστολαί; latim: Epistolae) é um conjunto de treze cartas tradicionalmente creditadas ao filósofo grego Platão. A autenticidade destas cartas é tema de controvérsia entre os estudiosos e acadêmicos, e o consenso acadêmico tem mudado em vaivém com o tempo. Elas foram "geralmente aceitas como genuínas até os tempos modernos"; mas no final do século XIX, muitos filólogos (como Richard Bentley, Christoph Meiners e Friedrich Ast) acreditavam que nenhuma das cartas foi realmente escrita por Platão. Agora, cada carta, exceto a Primeira, tem alguns defensores de sua autenticidade. A Décima Segunda também é amplamente considerado uma falsificação, e a Quinta e a Nona têm menos apoiadores do que as outras.

## Sétima Carta
A sétima carta é dirigida aos associados e companheiros de Díon. É a mais longa das epístolas e considerada a mais importante. Provavelmente é uma carta aberta e contém uma defesa das atividades políticas de Platão em Siracusa, bem como uma longa digressão sobre a natureza da filosofia, a teoria das formas e os problemas inerentes ao ensino. Ela também defende a chamada "doutrina não escrita" de Platão, que pede que nada de importante seja comprometido com a escrita.